# Коновалов, Юрий Вячеславович
Коновалов Юрий Вячеславович (9 октября 1931 г., Тула — 19 января 2016 г., Донецк) — советский и украинский учёный-металлург, специалист в области прокатного производства. Доктор технических наук, профессор ДонНТУ. Лауреат Премии Совета Министров СССР, Заслуженный деятель науки и техники Украины.

## Биография
Юрий Вячеславович Коновалов родился 9 октября 1931 г. в г. Тула, в семье металлургов. В 1949 г. закончил 10 классов средней школы и поступил в Московский институт стали. Окончил институт в 1954 г. по специальности обработка металлов давлением (прокатка черных металлов и сплавов). По окончании обучения в институте был направлен на работу на Макеевский металлургический завод им. Кирова. С 1954 по 1960 г.г. работал вальцовщиком на непрерывно-заготовочном стане, мастером производства, диспетчером, начальником смены в прокатном цехе No 1 (блюминг), а в 1960—1961 г.г. — инженером-исследователем в центральной заводской лаборатории завода.
В 1961 г. перешел в Донецкий научно-исследовательский институт черной металлургии (ДонНИИчермет), где работал старшим научным сотрудником, руководителем группы, заведующим лабораторией и заведующим отделом листопрокатного производства. С 1988 г. Ю. В. Коновалов — профессор Донецкого политехнического института (ныне Донецкого национального технического университета — ДонНТУ). С 1995 по 2001 гг. работал по совместительству главным специалистом по техническому перевооружению Енакиевского металлургического завода. В последние годы жизни был нештатным консультантом Донецкой областной государственной администрации и научным консультантом Научно-производственного объединения «Доникс».
Кандидат технических наук (1969 г.), доктор технических наук (1979 г.), профессор (1982 г.),
Умер 19 января 2016 г.

## Научная и педагогическая деятельность
Главные направления научной деятельности Ю. В. Коновалова — теоретическая разработка и практическая реализация энергосберегающих технологий в прокатном производстве (в том числе и в литейно-прокатных агрегатах); разработка, совершенствование и внедрение технологий производства листовой стали; разработка технологических основ автоматизации листовых станов. Результаты выполненных научно-исследовательских работ были реализованы на металлургических комбинатах — Мариупольском им. Ильича, «Азовстали», «Запорожстали», Новолипецком, Череповецком, Магнитогорском, Карагандинском, Орско-Халиловском, Алчевском и заводах — Донецком, Нытвенском, Ижорском, Волгоградском, Енакиевском.
Результаты исследований опубликованы более чем в 550 научных работах, в том числе в 19 книгах, написанных индивидуально и в соавторстве. Автор более 130 изобретений (авторских свидетельств СССР, патентов Украины и России).
Подготовил 28 кандидатов и одного доктора технических наук. 12 лет работал в Высшей аттестационной комиссии Украины, является членом специализированного ученого совета ДонНТУ по защите докторских и кандидатских диссертаций.
Заместитель главного редактора журнала «Металл и литье Украины» (г. Киев), член редакционных коллегий журналов «Производство проката» и «Бюллетеня научно-технической и экономической информации. Черная металлургия» (г. Москва).

## Признание
За комплекс научно-технических работ по созданию и внедрению металлосберегающих процессов производства проката в суженном поле допусков на предприятиях черной металлургии и внедрению в народное хозяйство межотраслевой системы поставки проката по теоретической массе Ю. В. Коновалову в составе коллектива авторов присуждена в 1982 г. Премия Совета Министров СССР. Заслуженный деятель науки и техники Украины (1996 г.).